# Holmtjärnen (Norsjö socken, Västerbotten, 722104-167779)
Holmtjärnen är en sjö i Norsjö kommun i Västerbotten och ingår i Skellefteälvens huvudavrinningsområde.